# Alexander Bengtsson
Alexander Bengtsson (geboren am 27. September 1995; gestorben am 24. März 2016 in Ödeshög) war ein schwedischer Politiker der Moderata samlingspartiet.

## Leben
Bengtsson war politisch aktiv im Uppsala län, einer schwedischen Provinz. Er war bekannt für seinen Einsatz gegen Rassismus und Homophobie und erhielt aufgrund dessen mehrfach Morddrohungen. Lokale Medien in der Umgebung von Uppsala nahmen Morddrohungen gegen Bengtsson entgegen. Am 8. März 2016 wurde er in seiner eigenen Wohnung mit einem Messer angegriffen und verletzt. In Gottsunda, einem Stadtteil Uppsalas, organisierte die Plattform Tillsammans för Uppsala in Solidarität mit Bengtsson eine Demonstration gegen Rassismus. Bengtsson selbst hielt auf der Demonstration eine Rede.
Am 23. März 2016 wurde Bengtsson unterrichtet im Verdacht zu stehen dreimal Falschalarm ausgelöst zu haben. Er bestritt dies jedoch. Die Polizei betonte, alle anderen der über 50 Anzeigen, die Bengtsson eingebracht hatte, würden nicht in Frage gestellt.
Am folgenden Tag wurde eine Leiche in einem brennenden Auto in der Nähe von Ödeshög gefunden; drei Wochen später bestätigten DNS-Tests, dass es sich um Bengtsson handelte. Die Polizei konnte keine Anzeichen eines Verbrechens feststellen.